# 谷春帆
谷春帆（1900年—1979年9月28日），曾名春藩、号德全，江苏吴县人，中华人民共和国邮电部副部长。

## 生平
谷春帆早年毕业于上海圣芳济书院。1918年进入上海邮政局任邮务员，之后先后担任过河南省南阳县邮局局长，上海、南京、昆明、重庆等地邮政总局业务处副处长、业务处处长、总务处长、联邮处长等职。1945年晋升为邮政总局副局长。次年出任上海市政府财政局局长。1947年又调任邮政总局副局长兼邮政储金汇业局局长。
中华人民共和国成立后，谷春帆出任华东邮政总局储汇处处长。1952年出任中央人民政府邮电部（1954年改为中华人民共和国邮电部）邮政总局副局长。1960年升任邮电部副部长。文化大革命期间，被定为“朱学范、谷春帆特务集团”案要犯。此案涉及到邮电部门的许多干部，原邮电部干部、王国维次子王高明也因卷入此案而在1969年11月自杀身亡。
他还是中国国民党革命委员会中央委员会团结委员、第三届全国人大代表、第五届全国政协常委。
1979年9月28日，谷春帆逝世。